# Caso Rozangela Justino

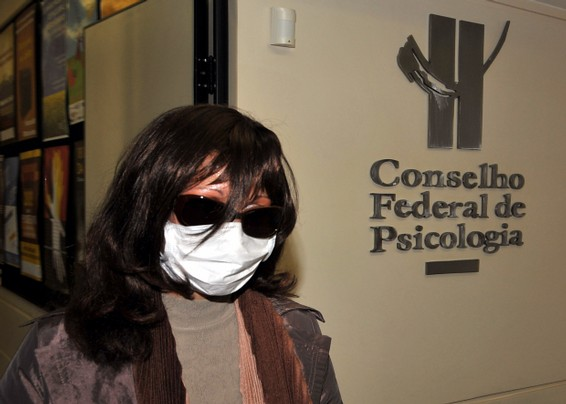
Rozangela Justino em julho de 2009, aquando da confirmação da censura pública pelo CFP

O Caso Rozangela Justino refere-se ao processo judicial aplicado pelo Conselho Federal de Psicologia do Brasil (CFP) à psicóloga e missionária brasileira Rozangela Alves Justino por oferecer tratamento de reversão da homossexualidade.
O CFP confirmou a censura pública anteriormente imposta pelo Conselho Regional de Psicologia do Rio de Janeiro, afirmando que a conduta da psicóloga contraria a determinação da Organização Mundial da Saúde (OMS) de 17 de maio de 1990, que retirou a homossexualidade da lista de distúrbios mentais depois que diversas outras organizações psiquiátricas respeitadas, como a Associação Americana de Psiquiatria e a Associação Americana de Psicologia, terem feito o mesmo nas décadas anteriores.
A resolução n.° 001/99, do próprio CFP, feita em 22 de março de 1999, diz que "a homossexualidade não constitui doença, nem distúrbio e nem perversão" e que, pois, "os psicólogos não colaborarão com eventos e serviços que proponham tratamento e cura das homossexualidades".
Atualmente, as principais organizações internacionais de saúde (incluindo as de psicologia) afirmam que ser homossexual ou bissexual é uma característica compatível com uma saúde mental e um ajustamento social completamente normais; tais instituições médicas também não recomendam que as pessoas tentem alterar a sua orientação sexual.

## Processo
Em 2007, uma ONG de defesa dos direitos homossexuais sediada em Nova Iguaçu ingressou com representação contra a psicóloga no Conselho Regional de Psicologia do Rio de Janeiro, que decidiu no final daquele ano pela censura pública.
Tendo recorrido daquela decisão, o Conselho Federal de Psicologia do Brasil manteve a censura pública, conforme decisão tomada em 31 de julho de 2009. Expôs o Conselho Federal de Psicologia do Brasil que, ao oferecer terapia para que homossexuais deixassem a homossexualidade, a psicóloga infringiu a Resolução CFP n.° 001/99, de 22 de março de 1999
Essa resolução encontra ainda respaldo na determinação da Organização Mundial da Saúde de 17 de maio de 1990, ao expressar que "a homossexualidade não constitui doença, nem distúrbio e nem perversão".
O advogado da psicóloga afirmou que recorreria à justiça comum contra a decisão, e a psicóloga disse que continuaria oferecendo o mesmo tratamento.
Um dia antes do julgamento do recurso, a Associação Brasileira de Gays, Lésbicas, Bissexuais, Travestis e Transexuais (ABGLT) protocolou no Conselho Federal de Psicologia um abaixo-assinado contendo 133 organizações que pediam a manutenção da censura pública. Também já encaminhou representação ao Conselho Regional de Psicologia do Rio de Janeiro pedindo a cassação do registro da profissional, processo que aguardava a conclusão do pedido de censura.
Nove dias antes da decisão, em 22 de julho, Rozangela havia ingressado com mandado de segurança na 15ª Vara Federal do Distrito Federal, pedindo a suspensão do processo, alegando a inconstitucionalidade da Resolução nº 01/1999 do Conselho Federal de Psicologia, mas em 30 de julho, um dia antes da decisão, a liminar foi indeferida.

## Polêmica

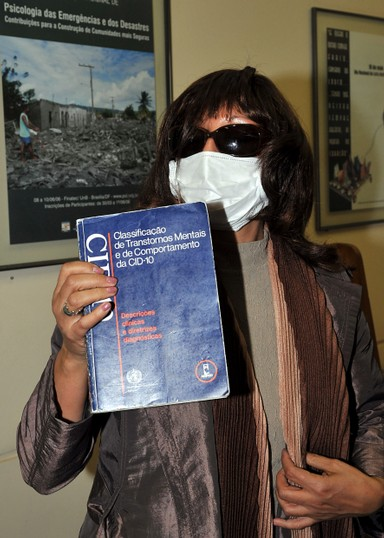
Rozangela Justino em julho de 2009

O caso ganhou notoriedade nos meios de comunicação quando Rozangela Justino foi censurada institucionalmente por prometer reverter a homossexualidade. A classificação oficial da Organização Mundial da Saúde (OMS) de 1990 e a resolução específica do Conselho Federal de Psicologia do Brasil (CFP) de 1999, excluem a tipificação de patologia à homossexualidade.
Sobre a punição, Rozangela afirma que "o movimento pró-homossexualismo tem feito alianças com conselhos de psicologia e quer implantar a ditadura gay no país". Em julho de 2009 afirmou que "Estão me submetendo a uma mordaça. Mas quero dizer às pessoas que estão em estado de sofrimento psíquico e desejam deixar a homossexualidade que procurem profissionais nas suas cidades". Sobre a ligação à prática religiosa, Rozangela afirmou, na mesma data, "Tenho minha experiência religiosa que eu não nego. Tudo que faço fora do consultório é permeado pelo religioso. Sinto-me direcionada por Deus para ajudar as pessoas que estão homossexuais".
O bispo da Diocese de Recife da Igreja Anglicana do Cone Sul da América, reverendo Robinson Cavalcanti, declarou seu apoio à psicóloga, considerando que o resultado do julgamento foi um "ato de perseguição heterofóbica do Conselho Federal de Psicologia".
Durante o processo de 2009, Rozangela só admitiu ser fotografada disfarçada, dizendo-se perseguida, comparando a militância homossexual ao nazismo, afirmando que "o ativismo pró-homossexualismo está diretamente ligado ao nazismo. Todos os movimentos de desconstrução social estudam o nazismo, porque compartilham um ideal de domínio político e econômico mundial".
Em 2017, foi uma das autoras de ação judicial contestando a resolução 01/1999 do Conselho Federal de Psicologia. Uma decisão liminar proferida pelo juiz federal Waldemar Cláudio de Carvalho, embora mantendo a validade da resolução, permitiu que psicólogos realizassem "terapias de reversão sexual". Tal decisão foi suspendida em 2019 por ordem de Cármen Lúcia, ministra do Supremo Tribunal Federal, a pedido do CFP.
Rozangela ocupa um cargo em comissão de assessora no gabinete do deputado federal e pastor evangélico Sóstenes Cavalcante. Em 2022, ela teve seu registro no Conselho Regional de Psicologia do Distrito Federal cassado por continuar a oferecer terapia de reversão sexual, sendo impedida de exercer a profissão.